# Annotations of an Autopsy
Annotations of an Autopsy – brytyjska grupa muzyczna grająca death metal, założona w 2006 roku w Lowestoft.

## Historia
Opracowano na podstawie materiału źródłowego.
Zespół Annotations of an Autopsy powstał w 2006 roku w Lowestoft. Pierwszy minialbum zatytułowany Welcome to Sludge City zawiera cztery utwory i został wydany w czerwcu 2007 roku przez wytwórnię This City is Burning Records. 
W kwietniu 2008 roku ukazał się pierwszy album studyjny Annotations of an Autopsy Before the Throne of Infection, który w Stanach Zjednoczonych wydała wytwórnia Ferret Records, zaś w pozostałych krajach Siege of Amida Records. Promując tę płytę, zespół m.in. wystąpił na festiwalu Download oraz wziął udział w trasie Summer Slaughter Tour 2008 (z Suicide Silence, As Blood Runs Black, Abigail Williams, Born of Osiris i The Berzerker). W sierpniu 2008 roku z Annotations of an Autopsy odszedł Dan Smith, którego zastąpił Lyn Jeffs z Ingested.
W marcu 2009 roku zespół podpisał kontrakt z wytwórnią Nuclear Blast, natomiast w lipcu i sierpniu wziął udział w europejskiej trasie Dominatour jako headliner, a towarzyszyły mu grupy Trigger the Bloodshed, Viatrophy i Burning Skies. W 2009 roku nastąpiła również zmiana składu: w marcu z Annotations of an Autopsy odszedł Ross Davey, a we wrześniu Lyn Jeffs. Nowymi członkami zespołu zostali Nath Applegate (gitara basowa) i Brad Merry (perkusja).
Drugi album studyjny The Reign of Darkness ukazał się w styczniu 2010 roku.

## Muzycy

### Obecny skład zespołu
- Steve Regan – śpiew (2006–)
- Jamie Sweeney – gitara (2006–)
- Sam Dawkins – gitara (2006–)
- Nath Applegate – gitara basowa (2009–)
- Brad Merry – perkusja (2009–)

### Byli członkowie zespołu
- Matt – gitara basowa (2006–2007)
- Dan Smith – perkusja (2006–2008)
- Ross Davey – gitara basowa (2007–2009)
- Lyn Jeffs – perkusja (2008–2009)

## Dyskografia

### Albumy studyjne
- Before the Throne of Infection (2008)
- The Reign of Darkness (2010)

### Minialbumy
- Welcome to Sludge City (2007)